# Susan Savage
Susan Savage (* im 20. Jahrhundert) ist eine US-amerikanische Schauspielerin.

## Leben
Savage besuchte zwischen 1981 und 1985 die University of Michigan, welche sie mit dem Bachelor abschloss. Danach folgte der Masterabschluss von der privaten Kunsthochschule California Institute of the Arts. Sie ist seit Mitte der 1980er Jahre als Theater- und Filmschauspielerin aktiv. Neben seltenen Filmauftritten, unter anderem an der Seite von Lenny Von Dohlen und Daniel Roebuck im Filmdrama Cadillac trat sie vor allem als Gaststar in verschiedenen Fernsehserien auf. In der dritten Staffel der Serie Baywatch – Die Rettungsschwimmer von Malibu hatte sie die wiederkehrende Rolle der Krankenschwester Emily. Zudem wirkte sie als Synchronsprecherin an einigen Folgen von Kelsey Grammers Animationsserie Gary the Rat mit. Seit Mitte der 2000er Jahre ist sie in verschiedenen Funktionen für die Schauspielergewerkschaft Screen Actors Guild tätig.
Anfang Mai 2011 geriet sie in die Schlagzeilen, als sie die Schauspielerin Yvette Vickers in deren Wohnung tot vorfand.

## Filmografie (Auswahl)
- 1987: Ein Engel auf Erden (Highway to Heaven, Fernsehserie, eine Folge)
- 1993: Baywatch – Die Rettungsschwimmer von Malibu (Baywatch, Fernsehserie, drei Folgen)
- 1997: Pretender (The Pretender, Fernsehserie, eine Folge)
- 1997: Cadillac
- 1999: Eine himmlische Familie (7th Heaven, Fernsehserie, eine Folge)
- 1999: Für alle Fälle Amy (Judging Amy, Fernsehserie, eine Folge)
- 1999: Melrose Place (Fernsehserie, eine Folge)
- 1999: Party of Five (Fernsehserie, eine Folge)
- 1999, 2001: Noch mal mit Gefühl (Once and Again, Fernsehserie, zwei Folgen)
- 2000: Angel – Jäger der Finsternis (Angel, Fernsehserie, eine Folge)
- 2000: Boston Public (Fernsehserie, eine Folge)
- 2000: Charmed – Zauberhafte Hexen (Charmed, Fernsehserie, eine Folge)
- 2000: Star Trek: Raumschiff Voyager (Star Trek: Voyager, Fernsehserie, eine Folge)
- 2002: Taken (Miniserie)
- 2005: Cold Case – Kein Opfer ist je vergessen (Cold Case, Fernsehserie, eine Folge)
- 2007: Alternate Endings (Kurzfilm)
- 2009: Blood Fighter – Hölle Hinter Gitter (The Red Canvas)